# Meteorium foulkesianum
Meteorium foulkesianum là một loài Rêu trong họ Meteoriaceae. Loài này được Mitt. mô tả khoa học đầu tiên năm 1859.